# Erysiphe sparsa
Erysiphe sparsa är en svampart som beskrevs av U. Braun 1984. Erysiphe sparsa ingår i släktet Erysiphe och familjen Erysiphaceae.   Inga underarter finns listade i Catalogue of Life.
I den svenska databasen Dyntaxa används istället namnet Microsphaera sparsa för samma taxon.  Arten är reproducerande i Sverige.